# Roland (Piccinni)

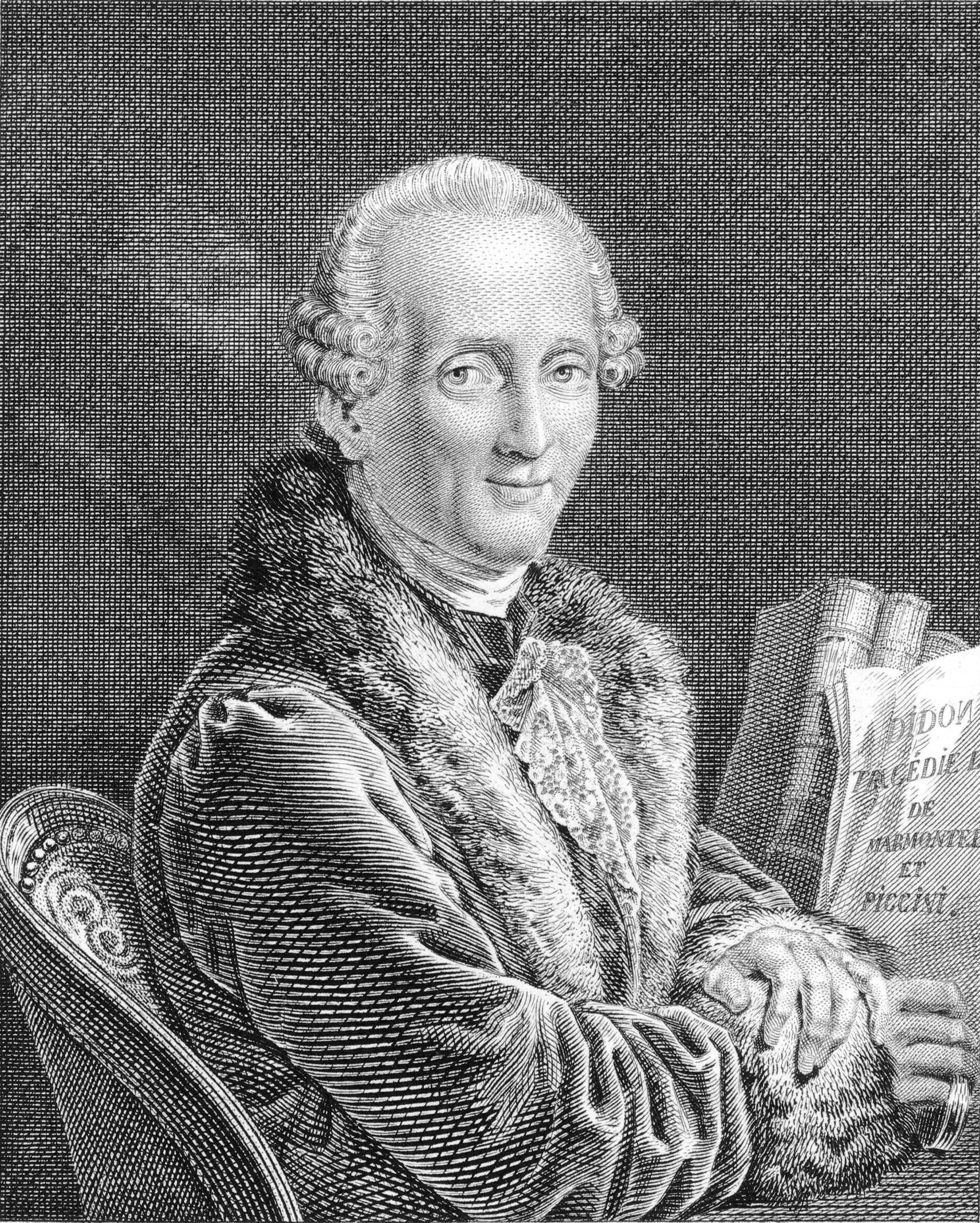
Niccolò Piccinni.

Roland är en tragédie lyrique i tre akter med musik av Niccolò Piccinni och libretto av Jean-François Marmontel efter en bearbetning av Philippe Quinaults libretto till Jean-Baptiste Lullys opera Roland (1685).

## Historia
Roland var den första opera som Piccinni skrev på franska. Han hade anställts av Parisoperan 1776 trots att han varken kunde tala eller förstå det franska språket. Marmontel fick översätta varje ord med detaljerade beskrivningar hur de skulle betonas. Då även den franska operastilen skilde sig från den italienska fick Marmontel bistå Piccinni. Den franska publiken föredrog korta arior, ackompanjerade recitativ och många dansinslag. 
1776 arbetade även tonsättaren Gluck på en opera på samma text men lade den åt sidan då han fick höra att Piccinni hade fått en beställning på samma verk. Premiären den 27 januari 1778 gav upphov till nya sammanstötningar i striden mellan de båda kompositörernas anhängare (se Buffoniststriden).
Svensk premiär den 10 december 1781 på Stora Bollhuset i Stockholm där den spelades 27 gånger fram till år 1806.

## Personer
- Roland (Orlando) (baryton)
- Angélique (Angelica) (sopran)
- Médor (Medoro) (haute-contre)
- Témire (sopran)
- Astolfe (Astolfo) (haute-contre)
- Logistille (Logistilla) (sopran)
- Isolano (bas)
- Coridon (tenor)
- Tersandre (baryton)
- Belise (sopran)

## Handling
Roland har förälskat sig i drottning Angélique. Hon besvarar hans känslor men hindras av sina ännu större känslor för den enkle soldaten Médor. Hon tvingar sina undersåtar att erkänna Médor som kung och efter ett hastigt bröllop flyr de. När Roland får höra nyheten blir han galen men återfår förståndet efter att den vackra Logistille lindrar hans kval med musik och övertygar honom om att än en gång försaka kärlek för ära.